# Why Hello World
Why Hello World è il primo album in studio della cantante inglese Misha B, pubblicato il 27 aprile 2012 come esclusiva gratuita su Soundcloud ed anticipata da un unico singolo, Home Run.

## Tracce
1. Intro to Why Hello World – 1:00
2. Big Dreaming – 1:30
3. Crew Love – 0:42
4. Unpretty – 3:28
5. Run The World – 0:37
6. Last Forever – 1:07
7. Home Run – 3:13
8. Rolling in the Deep (Classic Hip Hop Bend) – 2:37
9. Climax – 1:12
10. Mirror – 1:18
11. Outro to Why Hello World – 0:21